# Rhaponticum
Genre
Classification APG III (2009)
Synonymes
- Stemmacantha Cass. (1817)[1]
- Acroptilon Cass. (1827)[2]
- Leuzea DC. (1805)[3]
- Klaseopsis L.Martins (2006)[4]

Rhaponticum est un genre de plante à fleurs de la famille des Asteraceae.
Ce sont des plantes herbacées.

## Nomenclature
Plusieurs cas peuvent se rencontrer : 
- Rhaponticum Vaill. : c'est un nom invalide. Rhaponticum a été décrit par Sébastien Vaillant qui est un auteur pré-linnéen. Le code international de nomenclature botanique stipule qu'aucune publication parue avant la date de 1753 n'est valide.
- Rhaponticum Haller, 1742 : c'est un nom invalide, pour la même raison que le nom précédent.
- Rhaponticum Adans., 1763 : c'est un nomen invalidum ou nom invalide, car homonyme postérieur de Rhaponticum Ludw., 1757.
- Rhaponticum Ludw., 1757 est le nom valide, retenu par l'IPNI.

## Liste d'espèces
Selon NCBI (20 févr. 2011) :
- Rhaponticum acaule
- Rhaponticum aulieatense
- Rhaponticum australe
- Rhaponticum berardioides
- Rhaponticum canariense
- Rhaponticum carthamoides – le rhapontique des Alpes, la racine de maral
- Rhaponticum coniferum – la leuzée conifère, (leuzée) pomme-de-pin

leuzée à cônes
- Rhaponticum cossonianum
- Rhaponticum cynaroides
- Rhaponticum exaltatum
- Rhaponticum fontqueri
- Rhaponticum heleniifolium – le rhapontique à feuilles d’aunée
- Rhaponticum insigne
- Rhaponticum integrifolium
- Rhaponticum karatavicum
- Rhaponticum longifolium
- Rhaponticum lyratum
- Rhaponticum nanum
- Rhaponticum nitidum
- Rhaponticum pulchrum
- Rhaponticum repens – le rhapontique rampant
- Rhaponticum scariosum – le rhapontique scarieux
- Rhaponticum serratuloides
- Rhaponticum uniflorum